# Wenzel Gallenberg
Wenzel Robert von Gallenberg (Viena, Àustria, 28 de desembre de 1783 - Roma, Itàlia, 13 de març de 1839) fou un compositor austríac.
Fou deixeble de Albrechtsberger i el 1805, trobant-se a Nàpols, li fou encarregada la música que s'havia d'executar en les festes en honor de Napoleó, per les quals va escriure el ballet Macbeth. Per espai de molts anys fou director d'orquestra i compositor dels teatres que explotava el cèlebre Barbaia.
Va escriure més de 50 balls escènics i una considerable quantitat de música per a piano. Va estar casat amb la comtessa Giulia Guicciardi, alumna de Beethoven a qui el compositor va dedicar la seva sonata en do sostingut menor, coneguda com a Clar de lluna.